# Рейнольдс, Джон (актёр)
Джон Пол Рейнольдс (англ. John Reynolds, родился 5 августа 1991 года в Мадисоне, Висконсин) — американский актёр, наиболее известен по главной роли в сериале «В поиске» (2016–2022) и по второстепенной роли в сериале от студии Netflix «Очень странные дела».  В 2019 году снялся в мини-сериале «Четыре свадьбы и одни похороны». 

## Карьера
Джон начал карьеру в театре Annoyance Theatre в Чикаго в возрасте 18 лет. Окончил IO Training Center и The Second City Training Center в Чикаго.  Он также был частью коллектива Kill All Comedy вместе с комиком Коннером О'Мэлли. 
С 2016 года Джон стал играть главную роль Дрю Гарднера в сериале «В поиске», для игры этого персонажа он опирался на свой опыт взросления на Среднем Западе. В этом же году Джон сыграл в научно-фантастическом хоррор сериале от Netflix «Очень странные дела», он исполнил повторяющуюся роль офицера Каллахана. В 2020 году исполнил роль Джека в научно-фантастическом фильме «Спаси себя сам!», в этом же году он сыграл Даррена в фильме «Наездница» и Гровера в драматическом фильме «Ковбои». В 2023 году сыграл Марвина в рождественской комедии «Джинн».

## Фильмография
| Год  | Название             | Роль    |
| ---- | -------------------- | ------- |
| 2018 | Кандидат на убийство | Перкинс |
| 2020 | Спаси себя сам!      | Джек    |
| 2020 | Наездница            | Даррен  |
| 2020 | Ковбои               | Гровер  |
| 2023 | Джинн                | Марвин  |
| 2025 | Oh, Hi!              |         |

## Телевидение
| Год                  | Заголовок                        | Роль                      | Примечания             |
| -------------------- | -------------------------------- | ------------------------- | ---------------------- |
| 2016                 | Netflix Presents: The Characters | Сотрудник №3              | Эпизод: «Тим Робинсон» |
| 2016                 | Кайф с доставкой                 | Аарон                     | Эпизод: «Селфи»        |
| 2016–настоящее время | Очень странные дела              | Офицер Каллахан           | 16 серий               |
| 2016–2022            | В поиске                         | Дрю Гарднер               | Главная роль           |
| 2019                 | Четыре свадьбы и одни похороны   | Даффи                     | Главная роль           |
| 2022                 | Сексуальная жизнь студенток      | Дэн О'Коннелл             | Эпизод: «Двойник»      |
| 2023                 | Шершни                           | Джей/Офицер Мэтт Саракуза | 5 серий                |